# Brunnegg (Unterer Girsberg)

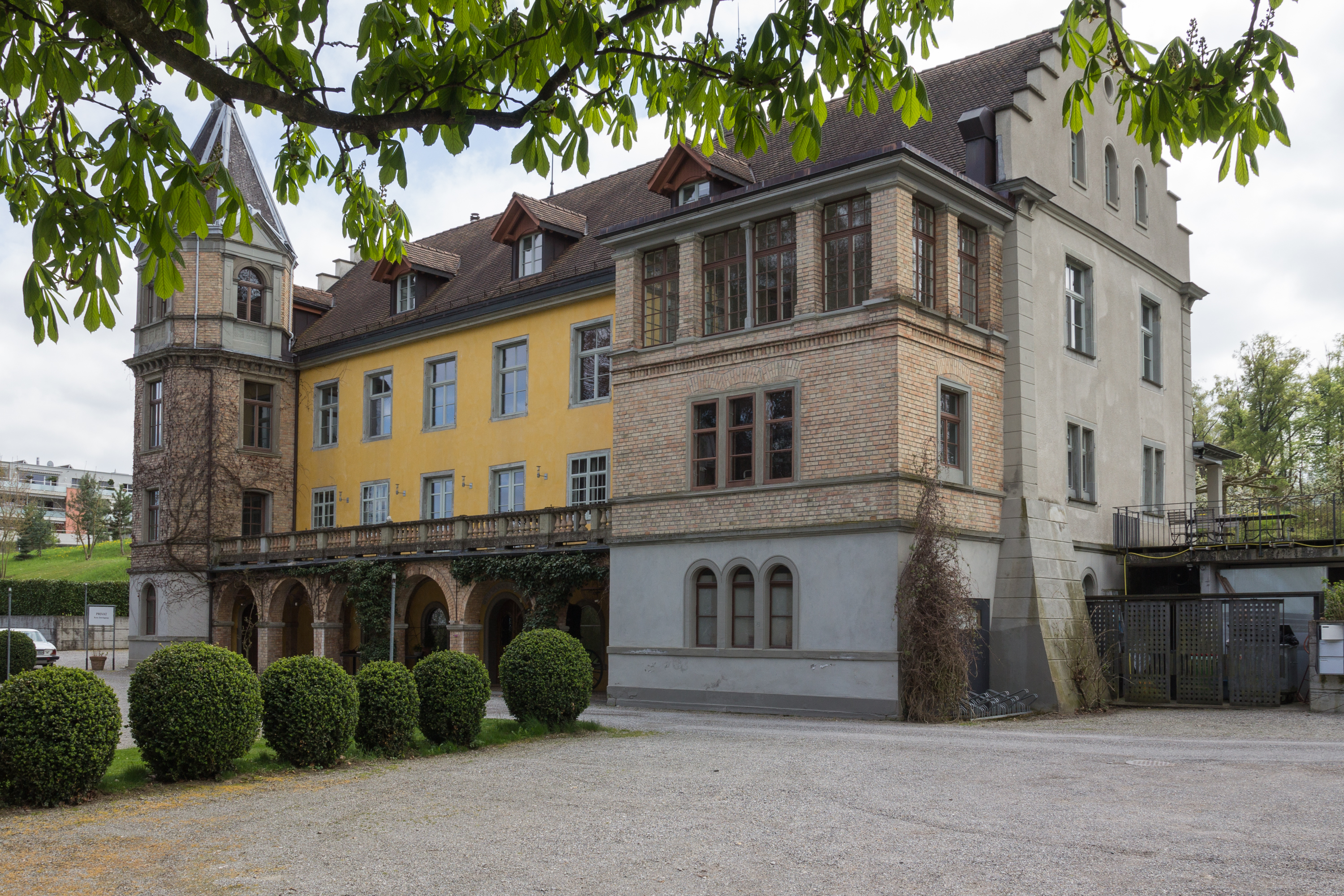
Schloss Brunnegg (Nordwestansicht)

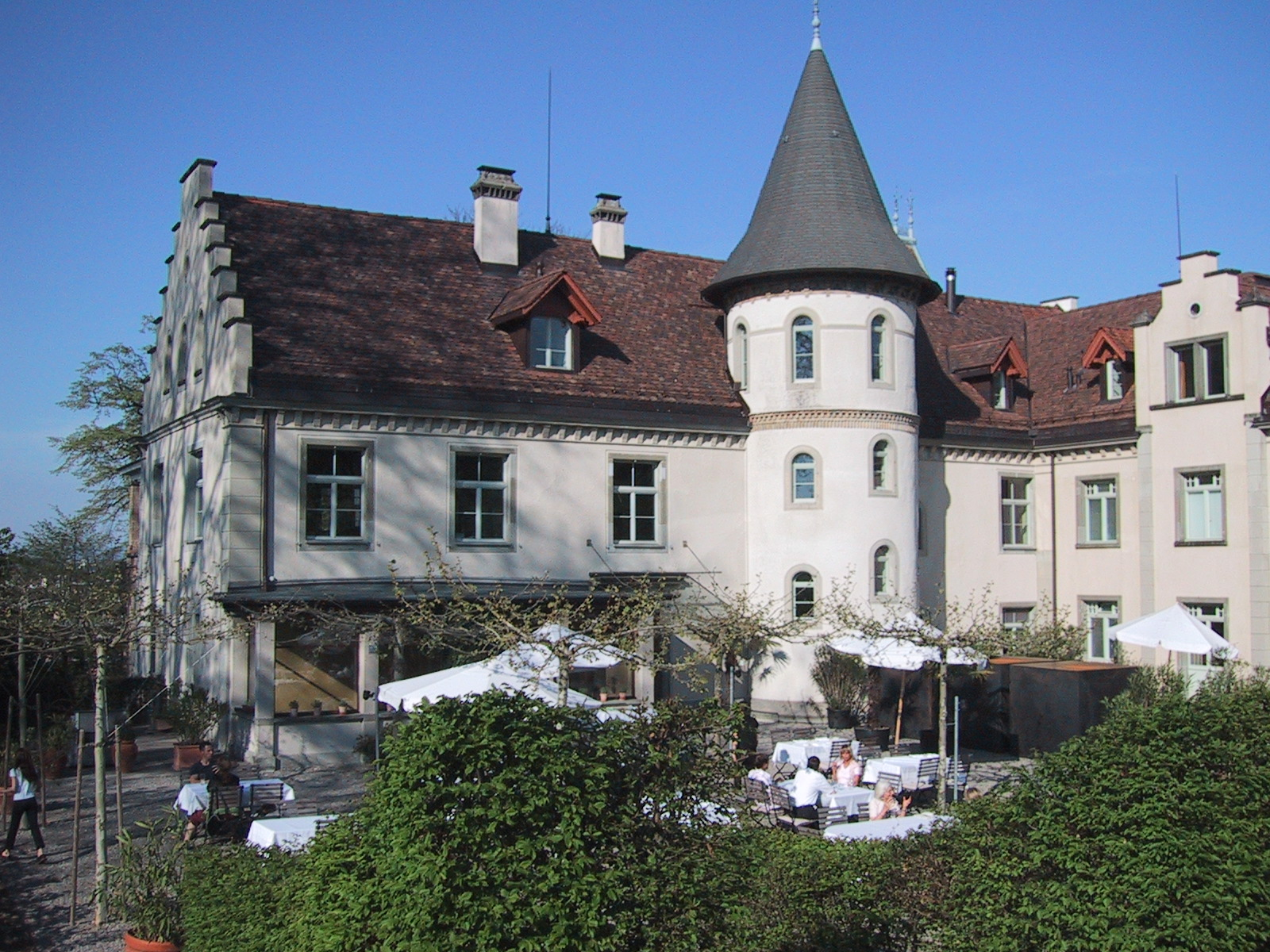
Schloss Brunnegg oder Unterer Girsberg

Schloss Brunnegg liegt in Emmishofen, einem Ortsteil von Kreuzlingen. Es ist nicht zu verwechseln mit dem viel älteren Schloss Brunegg im Kanton Aargau. Früher hiess das Emmishofer Schloss Unterer Girsberg oder Alt-Gyrsberg. Sein Vorgängerbau wurde um 1300 erbaut und kam im Jahr 1363 in den Besitz der Konstanzer Patrizierfamilie Blarer, die ursprünglich aus St. Gallen stammte.
1565 verkaufte Thomas Blarer Alt-Gyrsberg an Sebastian von Herbstheim, Domherr und Propst zu St. Stephan in Konstanz, welcher von 1567 bis 1588 auch Mittel-Gyrsberg besass. 1586 kauften es die Brüder Kaspar, Hans und Rupprecht Mayer von Stein am Rhein. 1626 gehört der Besitz dem Meersburger Bürgermeister Mathias Rassler, doch schon zwei Jahre später den Herren von Reding. 1679 verkaufte der Schwager von Wolf Rudolf und Hans Peter von Reding das Schloss an das Kloster Obermarchtal an der Donau. Vermittler des Handels war Abt Augustin I. von Kreuzlingen, der Lehnsherr von Alt-Gyrsberg. 
Das reiche Kloster liess die baufällige Burg bald bis auf die Grundmauern abbrechen und im Sommer 1680 einen gefälligen Langbau mit zwei Stockwerken und einer Kapelle im westlichen Hausteil bauen. Nach der Säkularisation waren die Fürsten von Thurn und Taxis und die Familie Anderwert Besitzer des Unteren Girsberg. 1874 kaufte der Psychiater Ludwig Binswanger (1820–1880) das Schloss einschließlich des dazugehörenden landwirtschaftlichen Betriebs und gab ihm der Brunnen wegen den Namen Brunnegg. Er beauftragte den Architekten Emil Otto Tafel aus Stuttgart, der das benachbarte Schloss Castell in Tägerwilen und das Inselhotel in Konstanz umgestaltet hatte, das Schloss umzubauen. Ende des 20. Jahrhunderts stand das Haus fast dreissig Jahre leer, bis es wieder renoviert wurde und heute ein Restaurant beherbergt.